# Sushar Manaying
Sushar Manaying (taj. สุชาร์ มานะยิ่ง Sucha Manaying ur. 9 stycznia 1988 w Phimai, Prowincja Nakhon Ratchasima) – tajska aktorka pochodzenia tajsko-chińskiego. Nazywana również Aom (taj. ออม Om). Jej chińskie imię to Li Haina (chiń. 李海娜; pinyin Lǐ Hǎinà). Jest powszechnie znana w całej Azji, zwłaszcza w Chinach, dzięki roli „Pie” w filmie „Yes or No”.

## Życiorys
Sushar ukończyła szkołę średnią Suranaree School w swoim rodzinnym mieście Nakhon Ratchasima. Następnie studiowała sztukę sceniczną na Uniwersytecie Srinakharinwirot w Bangkoku, którą ukończyła z wyróżnieniem. W 2018 roku Aom zakończyła kontrakt z Channel 3 i została niezależną aktorką.

## Filmografia

### Lakorny
- 2021 XYZ
- 2021 Switch On
- 2021 Boss & Me
- 2021 Irresistible
- 2021 Bangkok Breaking
- 2021 Mr. Lipstick
- 2021 Girl2K
- 2019 Rainbow Town
- 2019 Tukta Phee
- 2018 Ruk Plik Lok
- 2018 Nang Barb
- 2016 Rang Tawan
- 2015 Kiss Me
- 2014 Club Friday 4
- 2014 Full House
- 2013 Rak Ni Chuaniran
- 2013 Porn Prom Onlaweng
- 2012 Jud Nut Pop
- 2011 Dolphins Dream Fight
- 2011 Mahachon
- 2010 Malai Sarm Chai
- 2009 Kuan Kammathep

### Filmy
- 2021 The Lake
- 2017 Haunted Hotel
- 2015 The Old Cinderella 2
- 2014 The Couple
- 2014 Present Perfect
- 2013 Hashima Project
- 2013 Namaste Hello, Bye-Bye
- 2012 Yes or No 2
- 2012 Like Love
- 2011 Wake Up Ghost for Biting
- 2011 Bangkok Kung Fu
- 2010 Yes or No
- 2009 Pai in Love

## Dyskografia

### Soundtrack
- 2010 „Sop Ta” สบตา („When Our Eyes Meet”) z Yes or No OST
- 2012 „Khon Luem Cha” คนลืมช้า („Someone Who Forgets Slowly”) z Chop Kot Lai Chai Kot Loep OST
- 2012 „Forever Love” หวงห่วง („Zealously Worried”) z Yes or No 2 OST
- 2012 „My Rules” z Yes or No 2 OST
- 2012 „Chap Mue Chap Chai” จับมือจับใจ („Touch My Hands, Touch My Heart”) piosenka przewodnia z chińskiego programu telewizyjnego Pengyou (朋友)
- 2013 „Yu Phuea Rak Thoe” อยู่เพื่อรักเธอ („Be There to Love You”) z Autumn in My Heart OST
- 2014 „Oh Baby I” z Full House OST
- 2014 „Yut” หยุด („Stop”) z The Couple OST
- 2015 „Phut Loi Loi” พูดลอยลอย („A Casual Remark”) z Chut Nat Phop OST
- 2015 „Kiss Me” z Playful Kiss OST
- 2016 „Raeng Tawan” แรงตะวัน („The Burning Sun”) z Raeng Tawan OST

## Nagrody i nominacje
| Rok  | Ceremonia                                            | Kategoria                                          | Nominowany      | Rezultat  |
| ---- | ---------------------------------------------------- | -------------------------------------------------- | --------------- | --------- |
| 2010 | 10th Top Awards                                      | Najlepsza wschodząca aktorka filmowa               | Yes or No       | Nominacja |
| 2012 | 12th Top Awards                                      | Najlepsza aktorka                                  | Yes or No 2     | Nominacja |
| 2012 | 1st Daradaily the Great Awards                       | Aktorka filmowa roku                               | Yes or No 2     | Nominacja |
| 2012 | 10th Starpics Thai Film Awards                       | Najlepsza aktorka                                  | Yes or No 2     | Nominacja |
| 2012 | 21st Bangkok Critics Assembly Awards                 | Najlepsza aktorka                                  | Yes or No 2     | Nominacja |
| 2013 | Gmember Awards                                       | Najlepsza piosenka filmowa roku                    | "Forever Love"  | Wygrana   |
| 2013 | Thailand Zocial Award                                | Najpopularniejsza aktorka w sieci społecznościowej | –               | Nominacja |
| 2013 | Bang Awards                                          | Dziewczyna roku                                    | –               | Nominacja |
| 2013 | TV3 Fanclub Awards                                   | Popularna aktorka                                  | Chaotic Destiny | Nominacja |
| 2013 | 22nd Bangkok Critics Assembly Awards                 | Najlepsza aktorka drugoplanowa                     | Hashima Project | Nominacja |
| 2014 | 3rd Daradaily the Great Awards                       | Najlepsza aktorka roku                             | Hashima Project | Nominacja |
| 2014 | 8th Kazz Awards                                      | Current Girl Hit Award                             | –               | Nominacja |
| 2014 | 8th Kazz Awards                                      | Para roku z Mike Angelo                            | Full House      | Nominacja |
| 2014 | 7th Siam Dara Star Awards                            | Najlepsza aktorka w lakornie telewizyjnym          | Full House      | Nominacja |
| 2014 | 13th Hamburger Awards                                | Najlepsza okładka w historii                       | –               | Wygrana   |
| 2014 | 9th OK! Awards                                       | Female Heartthrob                                  | –               | Nominacja |
| 2014 | 2nd IME Chinese Online Media Popular Awards          | Tajskie nagłówki. Osoba roku                       | –               | Wygrana   |
| 2014 | 1st EFM Awards                                       | Nagroda dla popularnej gwiazdy – marzec            | Full House      | Nominacja |
| 2014 | 1st EFM Awards                                       | Nagroda dla popularnej gwiazdy – Listopad          | The Couple      | Nominacja |
| 2014 | Bioscope Awards                                      | Najlepsza gra aktorska                             | The Couple      | Wygrana   |
| 2014 | 23rd Bangkok Critics Assembly Awards                 | Najlepsza aktorka                                  | The Couple      | Wygrana   |
| 2014 | 12th Starpics Thai Film Awards                       | Najlepsza aktorka                                  | The Couple      | Nominacja |
| 2014 | 12th Kom Chad Luek Awards                            | Najlepsza aktorka                                  | The Couple      | Nominacja |
| 2015 | 3rd Thailand International Film Destination Festival | Honorable Award                                    | –               | Wygrana   |
| 2015 | Srinakharinwirot University                          | Nagroda dla wybitnych absolwentów                  | –               | Wygrana   |
| 2015 | 30th Saraswati Royal Award                           | Popularna aktorka                                  | The Couple      | Nominacja |
| 2015 | Maya Awards                                          | Najlepsza pierwszoplanowa aktorka (film)           | The Couple      | Nominacja |
| 2015 | Maya Awards                                          | Para gwiazd roku z Mike Angelo                     | Kiss Me         | Wygrana   |
| 2015 | 14th Hamburger Icon Awards                           | Najlepsi kumple z Mike Angelo                      | Kiss Me         | Wygrana   |
| 2015 | 2nd TrueLife Awards                                  | Główna aktorka roku                                | Kiss Me         | Nominacja |
| 2015 | 5th Daradaily The Great Awards                       | Najlepsza aktorka filmowa roku                     | The Couple      | Nominacja |